# 小栗旬
小栗 旬（おぐり しゅん、1982年〈昭和57年〉12月26日 - ）は、日本の俳優、映画監督、実業家。東京都小平市出身。所属事務所であるトライストーン・エンタテイメント代表取締役社長。
父は舞台監督の小栗哲家、母はクラシックバレエ教師。兄は演出家（元俳優）の小栗了、ほかに一般人の姉がいる。妻はモデル・女優の山田優、義弟は元俳優の山田親太朗、義妹は元アイドルの渡邉幸愛である。

## 来歴
小学6年生（11歳）の時、内田有紀に憧れ、新聞の端に書いてあったオーディションに応募して合格。その後エキストラとして活動する。1998年、ドラマ『GTO』で吉川のぼる役として連続ドラマに初めてレギュラー出演する。
2000年、ドラマ『Summer Snow』で堂本剛演じる篠田夏生の弟・聴覚障害を持つ篠田純役を演じる。2003年、蜷川幸雄演出の舞台に初出演して以降、蜷川作品の常連となる。
2006年、舞台『タイタス・アンドロニカス』にエアロン役で出演し、イギリスのロイヤル・シェイクスピア・シアターでも公演を行い、現地の批評家から「小栗旬は信じられないほど美しく演じた」と評価された。同年、『名探偵コナン10周年ドラマスペシャル「工藤新一への挑戦状〜さよならまでの 序章（プロローグ）〜」』の工藤新一役で、単発ドラマ初主演を果たした。
2007年、『オールナイトニッポン』のパーソナリティに抜擢された（2010年3月末まで担当）。ドラマ『花より男子2 リターンズ』の花沢類役でブレイクし、『花ざかりの君たちへ〜イケメン♂パラダイス〜』の佐野泉役でさらに人気に火をつけた。映画では主演作『キサラギ』、『クローズZERO』がヒット。『情熱大陸』では史上初となる2週連続で特集され、翌年DVD化された。舞台『カリギュラ』では初めてタイトル・ロールに挑戦した。
2008年、『貧乏男子 ボンビーメン』では貧乏大学生役で連続ドラマ初主演を果たし、前年の活躍なども評価されエランドール賞新人賞など多数の賞を受賞する。映画『花より男子F』、ドラマ『夢をかなえるゾウ』や『花ざかりの君たちへ…』のスペシャル版に出演する。
2009年、NHK大河ドラマ『天地人』で石田三成役（同役は、1996年の大河ドラマ『秀吉』で少年期を演じて以来で、13年ぶりとなる）、舞台『ムサシ』で佐々木小次郎役、『TAJOMARU』で主演の畠山直光役を演じるなど、時代劇作品への出演が相次いだ。その他、ドラマ『スマイル』に出演。ドラマ『東京DOGS』でフジテレビ月9初主演となった。
2010年、映画『踊る大捜査線 THE MOVIE3 ヤツらを解放せよ!』やドラマ『歸國』に出演。ドラマ『獣医ドリトル』ではTBSドラマ初主演となった。俳優業のほか、映画『シュアリー・サムデイ』で俳優としては史上最年少となる映画監督デビューを果たした。
2011年、舞台『時計じかけのオレンジ』で主役のアレックス役に抜擢され、1月より公演した。蜷川幸雄演出以外の作品への出演は約6年ぶりであり、演出家・河原雅彦と初タッグを組んだ。また、主演映画『岳-ガク-』が公開された。
2012年、ドラマ『リッチマン、プアウーマン』が好評を博し、日刊スポーツ・ドラマグランプリ・2012年夏ドラマ選考で主演男優賞、第74回ザテレビジョンドラマアカデミー賞（2012年11月発表）でも主演男優賞を獲得した。次年度にSPの「リッチマン、プアウーマン in ニューヨーク」が放送され、のちに韓国でもテレビドラマ化されるなど、現在も根強い人気を誇っている。
2013年、NHK大河ドラマ『八重の桜』で吉田松陰を演じる。大河ドラマの出演はこれで6回目となる。
2014年公開の『ルパン三世』では実写版のルパン三世を演じることが決まり、10か月間のアクショントレーニングと8キロの減量で役作りをした。
2015年、『花ざかりの君たちへ〜イケメン♂パラダイス〜』で共演し親交のある、生田斗真と8年ぶりにドラマ『ウロボロス〜この愛こそ、正義。』で共演した。
2017年、映画『銀魂』に主演の坂田銀時役で出演し、2017年実写邦画1位を記録した。また、2018年夏に続編である、『銀魂2 掟は破るためにこそある』が公開された。
2018年、『花より男子』と同役の花沢類役で『花のち晴れ〜花男 Next Season〜』にゲスト出演。『花より男子F』より10年ぶりの復活となった。NHK大河ドラマ『西郷どん』で坂本龍馬を演じた。大河ドラマの出演はこれで7回目となる。ドラマ『今日から俺は!!』に床屋役でカメオ出演。劇中での台詞や髪型、また店の名前が「GENJI」であることから、自身の主演映画『クローズZERO』で演じた滝谷源治役を彷彿させた。
2019年、以前から交流のあった、写真家・映画監督の蜷川実花監督の映画『Diner ダイナー』と主演映画『人間失格 太宰治と3人の女たち』の2本に出演。後者では、役作りのため10キロ以上減量。
2019年夏、語学学習のため9か月限定でロサンゼルスへ渡米。しかし、新型コロナウイルスの影響で春帰国の予定が延期し、2020年7月帰国。
2020年、映画『罪の声』で、ある事件を追う新聞記者の役を演じ、日本アカデミー賞や報知映画賞など、その年のいくつかの映画賞で主演男優賞を受賞する。
2021年、ハリウッド映画『ゴジラvsコング』（2020年公開予定であったが、新型コロナウイルスなどの影響により延期）にてハリウッドデビューする。ハリウッドからは何度かオファーが来ていたが、日本での撮影の重複や語学力不足などの理由で断る。
しかし、アメリカ在住時に制作サイドから声がかかり、何度か話し合いを重ねた上で出演が実現した。
2022年、大河ドラマ『鎌倉殿の13人』で主演を務め北条義時を演じた。大河ドラマの出演は今作で8作目。
2023年6月8日、所属事務所のトライストーン・エンタテイメントの株主総会の決議を経て2代目代表取締役社長に就任し、俳優業との二刀流で活動することになった。

### 私生活
2012年3月12日、『貧乏男子 ボンビーメン』で共演したモデル、女優の山田優と4年間の交際期間を経て結婚を発表、3月14日に婚姻届を提出した。その後、10月2日に山田優の地元沖縄で身内のみの結婚式を挙げ、2013年1月6日にハワイで多数の芸能人を招待した結婚式および披露宴を行った。
2014年10月2日、第1子が誕生したことを発表した。当初、性別や誕生日は明かしていなかったが、性別については女児であることが小栗の口により公表された。ただし、この以前に第1子が女児であることは事実上知られていた。2017年1月20日に第2子、2020年4月に第3子、2022年春に第4子が誕生したことが報じられた。

## 人物
- 左利き[16]。明星学園野球部OB[17]。阪神タイガースのファンであることを公言している[18]。
- 小栗なりすましアカウントの出現を受けて、TwitterなどのSNSは行っていない旨を公式サイトで発表している[19]。
- 『花より男子』の花沢類役で大きく飛躍したが、このオファーを受けた小栗は乗り気ではなかった。だが原作ファンの実姉に「お前に花沢類はできない」と全否定され、逆に奮起しオファーを受けたと語っている[20]。

## 出演
太字は主人公と主要キャラクターを示す。

### テレビドラマ
- 木曜の怪談 怪奇倶楽部（小学生編、中学生編）（1995年10月19日 - 1996年9月12日、フジテレビ）
- 大河ドラマ（NHK総合）
  - 八代将軍吉宗 第44話（1995年11月12日） - 徳川宗翰 役
  - 秀吉（1996年1月7日 - 12月22日） - 佐吉（石田三成の幼少時代） 役
  - 葵 徳川三代（2000年1月9日 - 12月17日） - 細川忠利 役
  - 義経 第16 - 38話（2005年4月24日 - 9月25日） - 梶原景季 役
  - 天地人（2009年1月4日 - 11月22日） - 石田三成 役
  - 八重の桜 第1話 - 第5話（2013年1月6日 - 2月3日） - 吉田松陰 役
  - 西郷どん 第26話 - 第35話（2018年7月22日 - 9月16日） - 坂本龍馬 役
  - 鎌倉殿の13人（2022年1月9日 - 12月18日） - 主演・北条義時 役[21][22]
  - どうする家康 最終話（2023年12月17日） - 南光坊天海 役[23]
  - 豊臣兄弟!（2026年1月〈予定〉- ） - 織田信長 役[24]
- 風光る剣 八嶽党醜聞（1996年1月1日、BShi）
- 姫将軍大あばれ 第38話（1996年、テレビ東京）
- 院内感染（1997年4月3日、日本テレビ） - 野村孝明 役
- 勝利の女神（1996年4月16日 - 6月25日、フジテレビ）
- おひさまがいっぱい（1996年10月21日 - 12月6日、TBSテレビ）
- それが答えだ! 第10・11話（1997年9月3日、フジテレビ） -  徹 役
- おじいさんの台所（1997年9月29日、テレビ東京）
- ラスト・イニング（1997年12月29日、NHK BS2） - 阿久津大輔 役
- 天までとどけ7 第9話（1998年、TBSテレビ） - 中学生 役
- GTO（関西テレビ） - 吉川のぼる 役
  - GTO（1998年7月7日 - 1998年9月22日）
  - GTOドラマスペシャル（1999年6月29日）
  - GTOリバイバル（2024年4月1日）[25]
- 家裁調査官 晶子（1999年5月24日、TBSテレビ） - 柴崎信二 役
- 池袋ウエストゲートパーク 第2話（2000年4月21日、TBSテレビ） - ヨシカズ 役
- Summer Snow（2000年7月7日 - 9月15日、TBSテレビ） - 篠田純 役
- 明日を抱きしめて（2000年10月9日 - 12月11日、読売テレビ） - 城戸和彦 役
- 火曜サスペンス劇場 孤独な果実 たった5万円で殺された息子（2000年11月28日、日本テレビ） - 玉井順一 役
- 編集王 第10話・11話（2000年12月12日・19日、フジテレビ） - 高野タケシ 役
- 母業失格（2001年3月12日、TBSテレビ） - 井上博雅 役
- Pure Soul〜君が僕を忘れても〜（2001年4月9日 - 6月25日、読売テレビ） - 高原学 役
- shin-D「チェリー」（2001年8月7日 - 8月28日〈全4話〉、日本テレビ） - 主演・山崎裕二 役
- ハート（2001年9月3日 - 11月5日、NHK総合） - 小峰海人 役
- 憧れの人（2001年9月25日、フジテレビ） - 片山勉 役
- 青と白で水色（2001年12月1日、日本テレビ） - 岸田匠 役
- ごくせん（日本テレビ） - 内山春彦（うっちー） 役
  - ごくせん 第1シリーズ（2002年4月17日 - 7月3日）
  - ごくせん 第1シリーズ スペシャル（2003年3月26日）
- 天国のダイスケへ〜箱根駅伝が結んだ絆〜（2003年1月2日、日本テレビ） - 佐藤大輔 役
- お義母さんといっしょ（2003年1月7日 - 3月11日、フジテレビ） - 荒巻健介 役
- ニューカマーズ・男湯（フジテレビ） - 榎本隆史 役
  - ニューカマーズ・男湯（2003年5月3日）
  - ニューカマーズ・男湯2（2003年11月8日）
- Stand Up!!（2003年7月4日 - 9月12日、TBSテレビ） - 江波功司（コーくん） 役
- はたち〜1983年に生まれて〜（2004年1月10日、フジテレビ） - 田所健太郎 役
- FIRE BOYS 〜め組の大吾〜第2話（2004年1月13日、フジテレビ） - 矢沢健 役
- 68 FILMS東京少女 第9回 原っぱ（2004年2月21日、BS-i・BSフジ） - 和義 役
- ほんとにあった怖い話特別編 黄泉の森（2004年4月3日、フジテレビ） - 西垣佳典 役
- ディビジョン1 ステージ4・ハングリーキッド（2004年7月5日 - 2004年7月26日、フジテレビ） - 森川速雄 役
- リターンマッチ〜敗者復活戦〜（2004年12月5日、フジテレビ） - 山路和也 役
- 大化改新（2005年1月3日、NHK総合） - 中大兄皇子  役
- 救命病棟24時（フジテレビ） - 河野和也 役
  - 救命病棟24時 第3シリーズ（2005年1月11日 - 3月22日）
  - 救命病棟24時 アナザーストーリー（2005年3月29日）
- 古都（2005年2月5日、テレビ朝日） - 水木真一 役
- あいくるしい（2005年4月10日 - 6月26日、TBS）矢口淳一 役
- 電車男（フジテレビ） - 皆本宗孝 役
  - 電車男（2005年7月7日 - 9月22日）
  - 電車男 最後の聖戦（2006年9月23日）
- 二十四の瞳（2005年8月2日、日本テレビ） - 岡田磯吉 役
- 覚悟-戦場ジャーナリスト橋田信介物語（2005年8月15日、TBSテレビ） - 橋田大介 役
- 花より男子（TBSテレビ） - 花沢類 役
  - 花より男子（2005年10月21日 - 12月16日）
  - 花より男子2 （リターンズ）（2007年1月5日 - 3月16日）
  - 花のち晴れ〜花男 Next Season〜 第3話（2018年5月1日）
- エル・ポポラッチがゆく!!（2006年、NHK総合） - こうた 役
- ユウキ（2006年8月26日、日本テレビ） - ハマ 役
- 名探偵コナンシリーズ（2006年10月2日、読売テレビ） - 主演・工藤新一 役
  - 名探偵コナン10周年ドラマスペシャル 第1弾「工藤新一への挑戦状〜さよならまでの 序章（プロローグ）〜」（2006年10月2日）
  - 名探偵コナン10周年ドラマスペシャル 第2弾「工藤新一の復活! 黒の組織との対決」（2007年12月17日）
- 花ざかりの君たちへ〜イケメン♂パラダイス〜（フジテレビ） - 佐野泉 役
  - 花ざかりの君たちへ〜イケメン♂パラダイス〜（2007年7月3日 - 9月18日）
  - 花ざかりの君たちへ〜イケメン♂パラダイス〜 卒業式＆7と1/2話スペシャル（2008年10月12日）
- 貧乏男子 ボンビーメン（2008年1月15日 - 3月11日、日本テレビ） - 主演・小山一美 役
- 夢をかなえるゾウ（読売テレビ） - 野上耕平 役
  - 夢をかなえるゾウ「男の成功篇」（2008年10月2日） - 主演
  - 夢をかなえるゾウ「女の幸せ篇」 第1話 （2008年10月2日）
- スマイル（2009年4月17日 - 6月26日、TBSテレビ） - 林誠司 役
- 結党!老人党（2009年8月9日、WOWOW） - 記者 役 ※カメオ出演
- 東京DOGS（2009年10月19日 - 12月21日、フジテレビ） - 主演・高倉奏 役
- わが家の歴史 第1夜（2010年4月9日、フジテレビ） - 高倉健（学生時代） 役
- 歸國（2010年8月14日、TBSテレビ） - 木谷少尉 役
- 獣医ドリトル（2010年10月17日 - 12月19日、TBSテレビ） - 主演・鳥取健一 役
- NHKスペシャル さよなら、アルマ（2010年12月18日、NHK総合） - 真田誠太郎 役
- 荒川アンダー ザ ブリッジ（2011年7月26日 - 9月27日、毎日放送） - 村長 役
- 勇者ヨシヒコと魔王の城 第10話（2011年9月10日、テレビ東京） - バッカス 役
- リッチマン、プアウーマン（フジテレビ） - 主演・日向徹 役
  - リッチマン、プアウーマン（2012年7月9日 - 9月17日） - 主演・日向徹 役[26]
  - リッチマン、プアウーマン in NY（2013年4月1日）[27][28]
- 踊る大捜査線 THE LAST TV サラリーマン刑事と最後の難事件（2012年9月1日、フジテレビ） - 鳥飼誠一 役
- 世にも奇妙な物語'13 春の特別編『AIRドクター』（2013年5月11日、フジテレビ） - 主演・桐原亨 役
- Woman（2013年7月3日 - 9月11日、日本テレビ） - 青柳信 役[29]
- BORDER 警視庁捜査一課殺人犯捜査第4係（テレビ朝日） - 主演・石川安吾 役
  - BORDER 警視庁捜査一課殺人犯捜査第4係（2014年4月10日 - 6月5日）[30]
  - BORDER 贖罪（2017年10月29日）[31]
- お家さん（2014年5月9日、読売テレビ） - 金子直吉 役[32]
- おやじの背中 最終話「北別府さん、どうぞ」（2014年9月14日、TBSテレビ） - 北別府寅雄（成人後） 役
- 信長協奏曲（2014年10月13日 - 12月22日、フジテレビ） - 主演・織田信長 / 明智光秀 役（二役）
- ウロボロス〜この愛こそ、正義。（2015年1月16日 - 3月20日、TBSテレビ） - 主演・段野竜哉 役[33]
- コウノドリ第2話・第6話・第9話・最終話（2015年10月23日・11月20日・12月11日・12月18日、TBSテレビ） - 永井浩之 役[34]
- 東京センチメンタル（2016年1月16日 - 4月9日、テレビ東京） - 荒木 役[35]
  - 東京センチメンタルSP〜千住の恋〜（2017年1月7日）
- CRISIS 公安機動捜査隊特捜班（2017年4月11日 - 6月13日、関西テレビ・フジテレビ） - 主演・稲見朗 役[36]
- 今日から俺は!! 第1話（2018年10月14日、日本テレビ） - 床屋さん 役 ※友情出演
- 遠藤憲一と宮藤官九郎の勉強させていただきます 第1話（2018年11月12日 - 12月24日、WOWOW） - 小栗旬 役
- 二つの祖国（2019年3月30日・31日、テレビ東京） - 主演・天羽賢治 役[37]
- ひみつ×戦士 ファントミラージュ! 第25話 - 27話（2019年9月22日 - 10月6日、テレビ東京） - ファングリ（大栗純） 役
- 日本沈没-希望のひと-（2021年10月10日 - 12月12日、TBS） - 主演・天海啓示 役[38]
- THE MYSTERY DAY〜有名人連続失踪事件の謎を追え〜（2023年10月7日、日本テレビ） - 夏目恭輔 役[39]

### Webドラマ
- 代償（2016年10月 - 、hulu） - 主演・奥山圭輔 役
- 銀魂 -ミツバ篇-（2017年7月15日、dTV） - 主演・坂田銀時 役[40]
  - 銀魂2 -世にも奇妙な銀魂ちゃん-（2018年8月17日、dTV）[41]
- 最愛のひと 〜The other side of 日本沈没〜 第8話（2021年、Paravi） - 天海啓示 役（特別出演）
- 匿名の恋人たち（2025年10月16日配信予定、Netflix）- 主演・壮亮 役[42][43]
- ガス人間（配信日未定、Netflix）[44]

### 映画
- しあわせ家族計画（2000年9月16日） - 広瀬章太 役
- 羊のうた（2002年3月30日） - 主演・高城一砂 役
- あずみ（2003年5月10日） - なち 役
- ロボコン（2003年9月13日） - 相田航一 役
- イズ・エー[is A.]（2003年10月9日） - 少年A＝勇也 役
- ハーケンクロイツの翼（2004年7月24日） - 主演・RIKUO 役
- あずみ2 Death or Love（2005年3月12日） - なち 役 銀角 役（二役）
- 隣人13号（2005年4月2日） - 主演・十三 役（中村獅童と二重人格役でW主演）
- Life on the longboard（2005年9月10日） - 憲太 役
- 輪廻（2006年1月7日） - 尾西和也 役
- ウォーターズ（2006年3月11日） - 主演・リョウヘイ 役
- オトシモノ（2006年9月30日） - 久我俊一 役
- さくらん（2007年2月24日） - ※カメオ出演
- キサラギ（2007年6月16日） - 主演・家元 役
- スキヤキ・ウエスタン ジャンゴ（2007年9月15日） - アキラ 役
- クローズZERO（2007年10月27日） - 主演・滝谷源治 役
- 花より男子F（2008年6月28日） - 花沢類 役
- 蛇にピアス（2008年9月20日） - 暴力団員 役 ※カメオ出演
- クローズZERO II（2009年4月11日） - 主演・滝谷源治 役
- ごくせん THE MOVIE（2009年7月11日） - 内山春彦（うっちー） 役[45]
- TAJOMARU（2009年9月12日） - 主演・畠山直光 役
- 踊る大捜査線 THE MOVIE3 ヤツらを解放せよ!（2010年7月3日） - 鳥飼誠一 役
- シュアリー・サムデイ（2010年7月17日） - 警官B 役 ※カメオ出演（監督作品）
- 岳-ガク-（2011年5月7日） - 主演・島崎三歩 役
- 荒川アンダー ザ ブリッジ THE MOVIE（2012年2月4日） - 村長 役
- キツツキと雨（2012年2月11日） - 田辺幸一 役
- 宇宙兄弟（2012年5月5日） - 主演・南波六太 役
- 踊る大捜査線 THE FINAL 新たなる希望（2012年9月7日） - 鳥飼誠一 役
- 少年H（2013年8月10日） - うどん屋の兄ちゃん 役
- ルパン三世（2014年8月30日） - 主演・ ルパン三世 役[46]
- ギャラクシー街道（2015年10月24日） ハトヤ隊員 役[47]
- 信長協奏曲（2016年1月23日） - 主演・織田信長 / 明智光秀 役（二役）
- テラフォーマーズ（2016年4月29日） - 本多晃 役[48]
- ミュージアム（2016年11月12日） - 主演・沢村久志 役[49]
- 追憶（2017年5月6日） - 田所啓太 役[50]
- 銀魂（2017年7月14日） - 主演・坂田銀時 役[51]
- 君の膵臓をたべたい（2017年7月28日） - 現在の「僕」 役[52]
- 銀魂2 掟は破るためにこそある（2018年8月17日） - 主演・坂田銀時 役
- 響-HIBIKI-（2018年9月14日） 山本春平 役[53]
- コンフィデンスマンJP -ロマンス編-（2019年5月17日） - 宝石研磨職人 役 ※カメオ出演
- Diner ダイナー（2019年7月5日） - マテバ 役[54]
- 人間失格 太宰治と3人の女たち（2019年9月13日） - 主演・太宰治 役[55]
- 罪の声（2020年10月30日） - 主演・阿久津英士 役[56][注 4]
- 新解釈・三國志（2020年12月11日） - 曹操 役[60]
- キャラクター（2021年6月11日） - 清田俊介 役[61][62]
- ゴジラvsコング（2021年7月2日） - 芹沢蓮 役[63][64]
- マイ・ダディ（2021年9月23日） - 長崎亮太 役[65]
- キングダム 運命の炎（2023年7月28日） - 李牧 役[66]
  - キングダム 大将軍の帰還（2024年7月12日）[67]
- かぞく（2023年11月3日） - 主演・タケオ 役（吉沢亮、永瀬正敏、阿部進之介とクワトロ主演）[68][69]
- フロントライン（2025年6月13日） - 主演・結城英晴 役[70][71][72]

### 舞台
- COLOR（1998年、演出：足立信明） - 山崎充 役
- 人生はガタゴト列車に乗って（2000年、演出：山田孝行）
- 宇宙でいちばん速い時計（2003年、演出：白井晃） - フォックストロット 役
- ハムレット（2003年、演出：蜷川幸雄） - フォーティンブラス 役
- JOKER（2004年、演出：水田伸生） - 三橋 役
- お気に召すまま（2004年、演出：蜷川幸雄） - オーランドー 役
- 偶然の音楽（2005年、演出：白井晃） - ジャック・ポッツィ 役
- 間違いの喜劇（2006年、演出：蜷川幸雄） - 主演・アンティフォラス兄 / アンティフォラス弟 役（二役）
- タイタス・アンドロニカス（2006年、演出：蜷川幸雄） - エアロン 役
- お気に召すまま（2007年、演出：蜷川幸雄） - オーランドー 役 ※2004年の再演
- カリギュラ（2007年、演出：蜷川幸雄） - 主演・カリギュラ 役
- ムサシ（2009年、演出：蜷川幸雄） - 佐々木小次郎 役
- 時計じかけのオレンジ（2011年、演出：河原雅彦） - 主演・アレックス 役
- 髑髏城の七人（2011年、劇団☆新感線、作：中島かずき、演出：いのうえひでのり） - 主演・捨之介 役
- あかいくらやみ 〜天狗党幻譚〜（2013年5月、シアターコクーン、演出：長塚圭史） - 主演・大一郎 役
- カッコーの巣の上で（2014年7月、演出：河原雅彦） - 主演・マクマーフィ 役
- RED（2015年9月 - 10月、ジョン・ローガン 脚本、小川絵梨子 演出） - ケン 役[73]
- スジナシBLITZシアターVol.4 (2016年9月、赤坂BLITZ)
- 髑髏城の七人「season 花」（2017年3月 - 、劇団☆新感線、作：中島かずき、演出：いのうえひでのり） - 主演・捨之介 役[74]
- ミュージカル『ヤングフランケンシュタイン』（2017年8月 - 、演出：福田雄一） - 主演・フレデリック 役[75]
- ジョン王（2022年12月 - 2023年2月、Bunkamuraシアターコクーン他、演出：吉田鋼太郎） - 主演・フィリップ・ザ・バスター 役[76] [77]
  - 2020年の公演中止を受けて、改めて上演が決定した。

#### 公演中止
- ジョン王（2020年、演出：吉田鋼太郎） - 主演・フィリップ・ザ・バスター 役[78]
  - 2020年6月に上演が予定されていたが、新型コロナウイルスの感染拡大を受け、中止となった[79]。

### テレビアニメ
- 獣王星（2006年、フジテレビ） - サード / シグルド・ヘザー少尉 役
- The World of GOLDEN EGGS（2006年） - エミリオ 役
- 湾岸ミッドナイト（2007年） - 主演・朝倉アキオ 役
- RAINBOW-二舎六房の七人-（2010年、日本テレビ） - 主演・水上真理雄 役
- ドラえもん（テレビ朝日版第2期）（2012年、テレビ朝日） - 甘栗旬 役
- 信長協奏曲（2014年、フジテレビ） - ナレーション
- ONE PIECE 〜ハートオブゴールド〜（2016年、フジテレビ） - マッド・トレジャー 役
- 銀魂（2017年、テレビ東京） - 坂田銀時 役

### 劇場アニメ
- 劇場版 鋼の錬金術師 シャンバラを征く者（2005年） - アルフォンス・ハイデリヒ 役
- 劇場版 どうぶつの森（2006年） - とたけけ 役
- HIGHLANDER ハイランダー 〜ディレクターズカット版〜（2008年） - 主演・コリン・マクラウド 役
- グスコーブドリの伝記（2012年） - 主演・グスコー・ブドリ 役[80]
- 映画ドラえもん のび太と奇跡の島 〜アニマル アドベンチャー〜（2012年） - 甘栗旬 役
- キャプテンハーロック -SPACE PIRATE CAPTAIN HARLOCK-（2013年） -  主演・ ハーロック 役[81]
- 映画ドラえもん 新・のび太の大魔境 〜ペコと5人の探検隊〜（2014年） - サベール 役
- バケモノの子（2015年） - 渋谷区役所役員 役
- ONE PIECE FILM GOLD（2016年） - マッド・トレジャー 役
- 映画 妖怪ウォッチ FOREVER FRIENDS（2018年） - 紫炎 役[82]
- 天気の子（2019年） - 須賀圭介 役[83][84]
- 窓ぎわのトットちゃん（2023年） - トットちゃんの父親 役[85]

### OVA
- ベイビィ★LOVE（1997年） - 二階堂亘 役

### ゲーム
- 湾岸ミッドナイト（2007年） - 主演・朝倉アキオ 役
- レイトン教授と最後の時間旅行（2008年） - 青年ルーク 役
- 龍が如く6 命の詩。（2016年） - 染谷巧 役

### 吹き替え
アニメ
- サーフズ・アップ（2007年） - 主演・コディ 役
- スポンジ・ボブ（2009年） - ジャック 役

### ナレーション
- 梅里雪山 17人の友を探して（日本テレビ・2008年3月2日）
- 独占!長嶋茂雄の真実（TBS・2015年1月3日）
- 高麗屋三代襲名スペシャル 八代目市川染五郎 密着3650日（テレビ朝日・2018年1月7日）
- ナイキを育てた男たち〜“SHOE DOG”とニッポン〜（NHK BS1スペシャル・2018年4月29日）

### ラジオドラマ
- 東貴博のヤンピース BITTER SWEET CAFE（ニッポン放送）
  - 忘れられない恋のうた（2006年10月16日 - 11月9日） - 凛太郎 役
  - キサラギ 〜another story〜 週に1度のラブレター（2007年6月18日 - 6月28日） - 主演 家元 役
- キサラギ the RADIO（FMヨコハマ・2007年6月21日） - 家元 役
- ニューイヤーイブに逢いたい（ニッポン放送・2007年12月31日） - 主演・ガソリンスタンドで働く青年 役
- ラジオにタッチ！ 6COLORS（2012年11月3日 - 12月8日、NHK大阪放送局、毎日放送、朝日放送、ラジオ大阪、FM OSAKA、FM802制作）

### PV
- sacra「イエスタデイ」（2004年） - 荒木啓 役
- KEY GOT CREW「夏恋想」（2007年） - カメオ出演

### 監督作品
- クローズZERO II 劇場マナーCM（2009年）
- シュアリー・サムデイ（2010年7月17日公開）
- MIRRORLIAR FILMS Season6『1/96』（2024年12月13日公開予定、オムニバス映画）[86]

### CM
現在
- 大正製薬
  - リポビタンファイン（2007年 - 2013年） - 安藤森 役[87]
  - 大正漢方胃腸薬（2013年 - 2023年）[88]
  - パブロンエース Pro-X（2023年 - ）[89]
- サントリーグローバルスピリッツ
  - 山崎（2010年 - 2013年）
  - メーカーズマーク（2018年 - ）[90]
- 味の素冷凍食品
  - ザ★チャーハン（2015年 - ）[91]
  - ザ★シュウマイ（2017年 - ）
  - ザ★ハンバーグ（2021年 - ）[92] - ナレーション
  - ザ★から揚げ（2023年 - ） - ナレーション
- 三井住友カード（2018年 - ）
- パーソルキャリア「doda X」（2022年- ）[93]
- 花王「ハミング 消臭実感」（2024年 - ）吉田沙保里と共演。

過去
- ツクダオリジナル「ガッチャマンフライヤーズ」（1996年）
- バンダイ
  - ウルトラマンティガ GUTS隊員（1996年）
  - ONE PIECE カードゲーム（2023年 - 2024年5月）[94]
- J-PHONE「ムービー写メール」 （2002年）
- 日本民間放送連盟「CMのCMキャンペーン」（2007年）
- 味の素
  - クノールカップスープ（2007年 - 2010年）
  - ほんだし（2008年 - 2023年）神木隆之介、杉咲花と共演。
  - 味の素®（2008年 - 2010年）
- シード
  - Plusmix・I SEED （2007年 - 2010年）
  - SEED Pure（2010年）
- 日産自動車「ノート」（2008年） - 声のみ
- キリンビバレッジ「生茶」（2008年）
- ソニー・エリクソン・モバイルコミュニケーションズ[95]
  - W61S・W62S・フルチェンケータイ re・W64S・Xmini（2008年）
  - Premier3・S001・BRAVIA Phone U1（2009年）
  - S003/S004（2010年）
- 江崎グリコ
  - walky walky（2008年）
  - OTONA GLICO（2008年 - 2010年） - 25年後のイクラちゃん 役[96]
  - チーザ（2009年 - 2011年）[97]
  - POs-Ca（2010年） - 鉄腕アトム 役（声の出演）[98]
  - プリッツ（2015年 - 2016年）[99]
- レベルファイブ「レイトン教授と最後の時間旅行」（2008年）[100]
- 全日本空輸「スーパーエコ割」（2008年）
- 資生堂「uno FOG WAR」（2009年 - 2012年）[101]
- 郵便事業「平成22年用お年玉付き年賀はがき」（2009年 - 2010年）[102]
- 西日本通信電話「フレッツ光」（2011年 - 2013年）[103]
- アディダスジャパン「アディダスオリジナルズ」（2012年）
- トヨタ自動車「カローラ」（2012年 - 2013年）
- サントリー食品インターナショナル「PEPSI NEX ZERO 桃太郎シリーズ」（2014年 - 2016年）[104]
- ニコン「Nikon D5500」（2015年）[105]
- 本田技研工業「H研」（2015年 - 2016年）
- コナミデジタルエンタテインメント「実況パワフルプロ野球2016」（2016年 - 2017年）[106]
- ライトオン「Right-on」（2017年 - 2018年）[107]
- 富士通「arrows」（2017年 - 2019年）山田孝之と共演[108]
- 中部電力（2019年 - 2021年）
- サントリー「ザ・プレミアム・モルツ」（2021年 - 2023年）
- TVS REGZA「REGZA」（2021年 - 2024年6月）
- GAMEPLEX「グランサガ」（2021年）[109]
- OCEAN TOKYO（2023年）
- 三井住友銀行「Olive」（2023年）

### 情報・ドキュメンタリー
- 世界ウルルン滞在記 シベリア篇（毎日放送・2001年2月4日）
- 情熱大陸（毎日放送・2007年11月11日、18日）
- 体感！小栗旬と見るシルク・ドゥ・ソレイユ（毎日.jp・2008年6月3日 - 10月9日）※Web配信、レポーターとして出演
- 24時間特番!小栗旬「クローズZERO II」とその仲間たち（パーフェクト・チョイス・2008年7月31日 - 8月1日）
- 役者・小栗旬が触れたコルテオ スーパーサーカスの肉体表現（フジテレビ・2008年12月27日）
- 私たちに戦争を教えてください（フジテレビ・2015年8月15日）[110]
- プロフェッショナル 仕事の流儀 小栗旬スペシャル（NHK総合・2022年5月3日）
- あさイチ「プレミアムトーク　小栗旬」（NHK総合・2022年11月25日）

### ラジオ
- 小栗旬のオールナイトニッポンR（ニッポン放送・2006年11月4日）
- 小栗旬のオールナイトニッポン（ニッポン放送・2007年1月3日 - 2010年3月31日）
- 小栗旬のオールナイトニッポン シュアリー・サムデイ公開直前スペシャル（ニッポン放送・2010年7月14日）
- 小栗旬と長澤まさみのオールナイトニッポン 映画「岳」スペシャル（ニッポン放送・2011年5月4日）
- 小栗旬のオールナイトニッポンGOLD〜映画ルパン三世スペシャル〜（ニッポン放送・2014年8月29日）
- 小栗旬 のオールナイトニッポン 映画「ミュージアム」公開前夜祭 （ニッポン放送・2016年11月11日）

## 作品

### 写真集
- so（主婦と生活社 2003年10月27日:初版） ISBN 4-391-12857-8
- 小栗ノート（ロッキング・オン 2006年12月26日:初版） ISBN 4-86052-063-7
- high（主婦と生活社 2007年10月1日:初版） ISBN 4-391-13499-3
- SHUN×GENJI（秋田書店 2007年11月5日:初版） ISBN 4-253-01086-5

### 単行本
- 同級生（ワニブックス 2005年4月10日:初版） ISBN 4-8470-1598-3
- 小栗旬 First Stage（キネマ旬報社 2006年10月5日:初版） ISBN 4-87376-284-7
- 旬刊小栗（ワニブックス、2010年8月3日）ISBN 978-4-8470-4293-5
- 小栗旬 Next Stage（キネマ旬報社 2013年6月29日:初版） ISBN 4-87376-424-6

### 連載
- 月刊Zipper 「I love movie,You love movie?」 （祥伝社）※連載終了
- Telepal f 「旬感フォトグラフ」 （小学館）※雑誌休刊のため連載休止
- 男優倶楽部（現アクチュール） 「小栗旬報」 （キネマ旬報社）※雑誌休刊のため連載休止

### DVD
- 情熱大陸×小栗旬（2008年7月25日、ジェネオンエンタテインメント）
- 世界ウルルン滞在記 Vol.1 小栗旬（2009年1月23日、東宝）

## その他
- HK 変態仮面（2013年4月13日） - 脚本協力

## 受賞歴
- MTV STUDENT VOICE AWARDS 2007 最優秀俳優賞（2007年）[111]
- 第32回エランドール賞・新人賞（2008年）[112][113]
- 第45回ゴールデン・アロー賞 放送賞ドラマ部門（2008年）[114]
- 第17回日本映画批評家大賞 主演男優賞（2008年、『クローズZERO』）[115][116]
- ニコロデオン キッズチョイス・アワード2008 キッズチョイス・男優賞（2008年）[117]
- 橋田賞 新人賞（2008年）[118]
- TV LIFE 第17回年間ドラマ大賞2007 助演男優賞（2008年）[119]
- 月刊TVnavi ドラマ・オブ・ザ・イヤー2007 最優秀助演男優賞（2008年、『花ざかりの君たちへ〜イケメン♂パラダイス〜』）[120]
- 第21回DVDでーた大賞 ベストタレント賞（2008年）[121]
- MTV STUDENT VOICE AWARDS 2008 最優秀俳優賞（2008年）[122]
- 第74回ザテレビジョンドラマアカデミー賞 主演男優賞（『リッチマン、プアウーマン』）[123][124]
- WOWOW 勝手に演劇大賞 2013 男優賞（『あかいくらやみ 〜天狗党幻譚〜』）[125]
- 第81回ザテレビジョンドラマアカデミー賞 主演男優賞（『BORDER 警視庁捜査一課殺人犯捜査第4係』）[126]
- GQ MEN OF THE YEAR 2014[127]
- 第8回コンフィデンスアワード・ドラマ賞（2017年1月期）『CRISIS 公安機動捜査隊特捜班』 主演男優賞 [128][129]
- ジャパンアクションアワード2017 ベストアクション男優賞 優秀賞『信長協奏曲』『ミュージアム』[130][131]
- 一般社団法人全国きもの街づくり協議会「きものベストドレッサー2019」男性タレント部門（2019年）[132]
- 第45回報知映画賞 主演男優賞（2020年、『罪の声』）[133]
- 第33回日刊スポーツ映画大賞・石原裕次郎賞 主演男優賞（2020年、『罪の声』）[134]
- 第44回日本アカデミー賞 （2020年、『罪の声』）
  - 優秀主演男優賞[135]
  - 話題賞俳優部門[136]
- 東京ドラマアウォード2023
  - 主演男優賞（2023年、『鎌倉殿の13人』）[137]